# Sinai Tschulok

Sinai Tschulok, um 1914

Sinai Tschulok (* 4. April 1875 in Konstantinograd; † 6. Dezember 1945 in Zürich) war ein Schweizer Biologe russisch-jüdischer Herkunft.

## Leben und Werk
Sinai Tschulok wuchs in einfachen Verhältnissen in Russland im Gebiet der heutigen Ukraine auf. Von sozialistischen Ideen beeinflusst kam er 1894 nach Zürich, um sich hier Kenntnisse anzueignen, die der Gesellschaft nach einer revolutionären Umgestaltung in Russland von Nutzen sein könnten. Auf ein Studium der Landwirtschaft am Eidgenössischen Polytechnikum folgte ab 1897 eine Ausbildung  als Fachlehrer in Naturwissenschaften.
Seit 1900 war Tschulok als Lehrer in Naturwissenschaften tätig. Er lehrte bis zu seinem Tod an dem von ihm gegründeten und geleiteten privaten Maturitätsschule, dem «Institut Tschulok», an der Plattenstrasse 52 in Zürich. Daneben war Tschulok wissenschaftlich tätig. 1908 promovierte er an der Universität Zürich bei Arnold Lang mit einer Arbeit Zur Methodologie und Geschichte der Dezendenztheorie und publizierte 1910 eine grössere, historisch-kritische Studie über Das System der Biologie in Forschung und Lehre. 1912 habilitierte sich Tschulok an der Philosophischen Fakultät II der Universität Zürich als Privatdozent für «Allgemeine Biologie, speziell deren Methodologie und Geschichte». In Anbetracht seiner wissenschaftlichen Leistungen und seiner Lehrtätigkeit wurde Tschulok 1922 zum Titularprofessor ernannt.
Seinem Doktorvater Arnold Lang blieb Tschulok bis zu dessen Tod 1914 freundschaftlich verbunden. Zu Tschuloks Freundeskreis können des Weiteren die in Zürich lehrenden Naturwissenschaftler Carl Schroeter und Albert Heim der sozialistische Politiker Friedrich Adler gezählt werden.  Eine gewisse Rolle spielte Tschulok in der Welt der revolutionär gesinnten russischen Emigranten in Zürich. So empfing er unter anderem auch Wladimir Iljitsch Lenin in seiner Wohnung an der Plattenstrasse.
Seit 1897 war Tschulok mit der aus Riga stammenden Medizinerin Rachel Weinstein verheiratet. Er war der Schwiegervater von Philipp Schwartz, der 1933 im Gebäude des «Institut Tschulok» die Notgemeinschaft deutscher Wissenschaftler im Ausland gründete, und stand zu dieser Zeit auch in Verbindung mit Albert Malche.